# Biblioteca y Archivo Nacional de Tuvalu
La Biblioteca y Archivo Nacional de Tuvalu (en inglés: Tuvalu National Library and Archives) constituye la biblioteca nacional de Tuvalu. Se encuentra en Funafuti.
El espacio tiene "documentación esencial sobre el patrimonio cultural, social y político de Tuvalu", incluidos los registros que sobrevivieron de la administración colonial, así como los archivos del gobierno de Tuvalu. Los archivos de la biblioteca se han descrito como "relativamente bien alojados" pero "en peligro [...] mediante el uso frecuente y pesado y [...] con el riesgo de ser arrastrados en una zona propensa a los ciclones.". Esto ha dado lugar a un proyecto de microfilm para copiar digitalmente los archivos. Mila Tulimanu, del Ministerio de Educación y Cultura, sirve como Bibliotecaria y Archivera Nacional. 